# 聖巴巴拉 (洪都拉斯)
聖巴巴拉（西班牙語：Santa Bárbara）是洪都拉斯的城市，也是聖巴巴拉省的首府，位於該國西北部，始建於1761年，面積295平方公里，海拔高度312米，主要經濟活動有咖啡種植和工藝業，2001年人口29,283。
14°55′N 88°14′W / 14.917°N 88.233°W